# IC 4732
IC 4732 је планетарна маглина у сазвјежђу Стријелац која се налази на листи објеката дубоког неба у Индекс каталогу.
Деклинација објекта је - 22° 38' 39" а ректасцензија 18h 33m 54,6s. Привидна величина (магнитуда) објекта IC 4732 износи 12,1 а фотографска магнитуда 13,3. IC 4732 је још познат и под ознакама .